# Denis Ferdinand Picquet
Denis Ferdinand Picquet est un homme politique français, né le 3 avril 1742 à Marseille et mort le 30 septembre 1821 à Bourg-en-Bresse.

## Biographie
Il est député du Tiers état aux États généraux de 1789 du bailliage de Bourg-en-Bresse.